# Lakeview (Nebraska)
Lakeview es un lugar designado por el censo ubicado en el condado de Platte en el estado estadounidense de Nebraska. En el Censo de 2010 tenía una población de 317 habitantes y una densidad poblacional de 200,65 personas por km².

## Geografía
Lakeview se encuentra ubicado en las coordenadas 41°29′59″N 97°22′39″O / 41.49972, -97.37750. Según la Oficina del Censo de los Estados Unidos, Lakeview tiene una superficie total de 1.58 km², de la cual 1.58 km² corresponden a tierra firme y (0%) 0 km² es agua.

## Demografía
Según el censo de 2010, había 317 personas residiendo en Lakeview. La densidad de población era de 200,65 hab./km². De los 317 habitantes, Lakeview estaba compuesto por el 98.42% blancos, el 0.95% eran afroamericanos, el 0% eran amerindios, el 0% eran asiáticos, el 0% eran isleños del Pacífico, el 0.32% eran de otras razas y el 0.32% pertenecían a dos o más razas. Del total de la población el 0.63% eran hispanos o latinos de cualquier raza.